# Werner Goelen
Werner Goelen (Wilrijk, 21 mei 1949), alias Griffo, is een Belgische striptekenaar. Hij staat bekend als een veelzijdige kunstenaar die meerdere tekenstijlen beheerst.

## Biografie
Griffo volgde op jonge leeftijd een artistieke opleiding aan de Academie voor Schone Kunsten in Antwerpen, die hij in 1971 voltooide. Hij publiceerde zijn eerste stripverhalen in het undergroundblad Spruit en bladen als Nimo, Extra en Humo. Vanaf 1975 werkte hij voor het stripblad Kuifje, waar hij onder meer de stripreeks "Ton en Tineke" overnam als opvolger van André Franquin. Het humoristische genre kon hem echter maar matig bekoren, hij stopte bij Kuifje en ging erotische strips maken voor uitgeverij Biofot. Begin jaren tachtig keerde Griffo terug bij de gerenommeerde uitgevers. Hij maakte naam als striptekenaar met de futuristische reeks "S.O.S. Geluk", die hij samen creëerde met schrijver Jean Van Hamme. Vervolgens maakte Griffo verschillende reeksen op de scenario's van Jean Dufaux, onder andere "Beatifica Blues" (1986, drie delen bij Dargaud), "Samba Bugatti"(1992, vier afleveringen bij Dargaud) en "Giacomo C." (1988, bij Glénat). Ook werkte hij met Patrick Cothias aan het historisch epos "Cinjis Qan" (1996, bij Glénat) en in de collectie Getekend van Lombard aan "Het pension van dokter Eon" in 1998, en met Swolfs aan "Vlad" voor dezelfde uitgever.

## Reeksen/albums
- Patty Porn
- Beatifica Blues
- S.O.S. Geluk
- Munro
- Giacomo C.
- Onatien Alphonse François, Marquis de Sade
- Samba Bugatti
- Mister Black
- Cinjin Qan
- Het pension van dokter Eon
- Vlad
- Klein Mirakel
- Ellis group
- Empire USA
- Sherman
- Het orakel van de maan
- Spiegelingen
- Golden Dogs
- De zijden sjaal
- Jheronimus Bosch